# Pachrophylla esmerelda
Pachrophylla esmerelda là một loài bướm đêm trong họ Geometridae.